# L'Aiguillon
 L'Aiguillon  là một xã ở tỉnh Ariège, thuộc vùng Occitanie ở phía tây nam nước Pháp.